# أليس سبنسر
أليس سبنسر، كونتيسة ديربي (4 مايو 1559 - 23 يناير 1637) هي نبيلة إنجليزية من عائلة سبنسر وراعية الفنون الشهيرة. مثّلها الشاعر إدموند سبنسر على أنها "أماريليس" في قصيدته كولن كلوتس يعود إلى المنزل مرة أخرىColin Clouts Come Home Againe (1595) وأهدى لها قصيدته The Teares of the Musesدموع الموسيقيين (1591).
زوجها الأول هو فرديناندو ستانلي، إيرل ديربي الخامس ، المدعي على العرش الإنجليزي. ابنة أليس الكبرى، آن ستانلي، كونتيسة كاسلهافن ، كانت الوريثة المفترضة للملكة إليزابيث الأولى . تزوجت مرة أخرى في عام 1600 من توماس إجيرتون، الفيكونت براكلي الأول ، وبالتالي أصبحت عضوًا في عائلة إجيرتون . 

## عائلة
ولدت في منزل ألثورب ، نورثهامبتونشاير، في إنجلترا في 4 مايو 1559، وهي الابنة الصغرى للسير جون سبنسر ،  عضو البرلمان ورئيس شرطة نورثهامبتونشاير، وكاثرين كيتسون. كان لديها ثلاثة أشقاء وثلاث أخوات أكبر منها.

## الزواج والقضية
تزوجت أليس من زوجها الأول فرديناندو ستانلي في حوالي عام 1579 ، وريث إيرلدوم ديربي، والمطالب بالعرش الإنجليزي. والدته، السيدة مارغريت كليفورد ، كانت الوريثة المفترضة للملكة إليزابيث الأولى من عام 1578 حتى وفاتها عام 1596. في 25 سبتمبر 1593، نجح في منصب إيرل ديربي ولورد مان ؛ منذ ذلك التاريخ ، تم تصنيف أليس على أنها كونتيسة ديربي . 
كان ليهما ثلاث بنات:
- الليدي آن ستانلي (مايو 1580 - أكتوبر 1647)، تزوجت أولاً من جراي بريدجز، بارون تشاندوس الخامس من سوديلي، الذي أنجبت منه قضية؛ ثانيًا، ميرفين توشيت، إيرل كاسلهافن الثاني، الذي كانت لديها مشكلة منه.

- الليدي فرانسيس ستانلي (1 مايو 1583 - 11 مارس 1636)، تزوجت من جون إجيرتون، إيرل بريدجووتر الأول، الذي أنجبت منه.

- الليدي إليزابيث ستانلي (6 يناير 1588 - 20 يناير 1633)، تزوجت من هنري هاستينغز، إيرل هانتينغدون الخامس، الذي أنجبت منه.

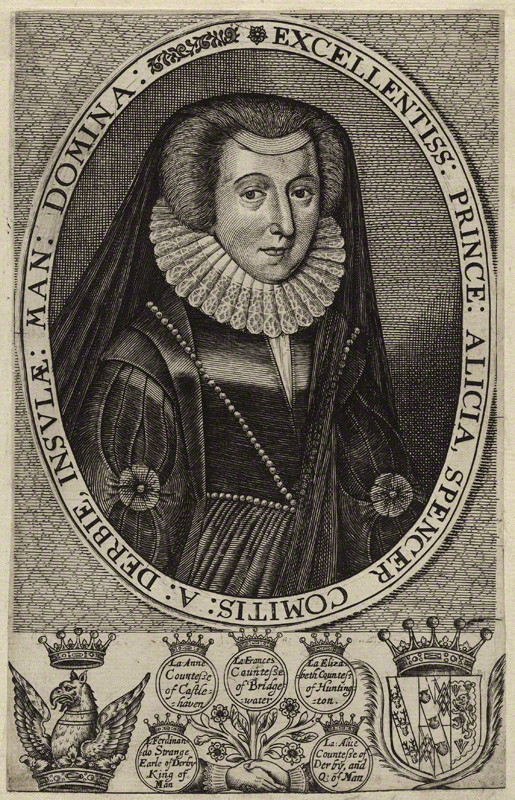
نقش لأليس سبنسر بواسطة فنان مجهول. يتم عرضه في معرض الصور الوطني ، لندن